# Sudan (färgämne)
Sudan (Sudan I, II, III och IV) är syntetiska färgämnen. Forskning med laboratorieförsök på råttor tyder på att ämnena kan orsaka cancer. Därför får sudan inte användas i livsmedel inom EU.